# William Wright Smith
Sir William Wright Smith FRS, PRSE (Parkend, 2 de fevereiro  de 1875 — Edimburgo, 15 de dezembro de 1956) foi um botânico britânico[a].
Nasceu em Parkend, perto de Lochmaben, na Escócia.